# Rev Hammer
Rev Hammer (* 1965 in Kent, England als Stephen Ryan) ist ein englischer Folksänger.

## Leben
Als Sohn einer irischstämmigen Familie wuchs er in Buntingford, Hertfordshire nördlich von London auf. Schon im Alter von 5 Jahren kam er zum ersten Mal mit Musik in Berührung: Die Johnny-Cash-Platte „Live at St. Quentin“ beeindruckte ihn so sehr, dass er – Johnny Cash als großes Vorbild vor Augen – Jahre später selber mit dem Gitarre spielen und Singen anfing – zunächst nur als Busker, d. h. Straßenmusiker. Rev über diese Zeit: „Ich trat erst 18 Monate in irgendwelchen Fußgängerzonen auf, bevor ich mich traute, öffentlich auf die Bühne zu steigen.“

Noch zu Schulzeiten gründete er eine Band namens Featus and the Undertakers. Unter dem Pseudonym Featus bot er auch Gedichte dar. Nach der Auflösung von Featus and the Undertakers gründete er mit einem Freund das Duo Hammer & Sickle, mit dem er auf dem Album Buntingford Centre of the Universe zusammen mit Justin Sullivan von New Model Army zwei Songs veröffentlichte.
Die Freundschaft zu Justin Sullivan führte dann 1986 auch zu der Gründung der Folkformation Red Sky Coven.
Auch auf Solopfaden machte Rev weiter: Nach einer Reihe von Demotapes erschien 1991 sein Debütalbum Industrial Sound and Magic. Sein bisher wohl größtes Projekt aber erschien im Jahr 1997: „Freeborn John“ – ein Konzeptalbum über John Lilburne, den Anführer der Levellers. Die Aufnahmen dauerten über 15 Monate. Im Jahr 2005 wurde diese CD dann zum ersten Mal 'live' aufgeführt, auf dem Beautiful-Days-Festival in Escot.

## Diskografie

### Demokassetten
- 1986 A Few Minutes in His Company
- 1987 The Dog Kennel Sessions #1
- 1987 The Dog Kennel Sessions #2
- 1987 Just Say Yes
- 1987 Demo Tape

### Solo-Alben
- 1991 Industrial Sound and Magic
- 1994 The Bishop of Buffalo
- 1996 The Green Fool Recordings
- 1997 Rev Hammer’s Freeborn John: The Story of John Lilburne - The Leader of the Levellers
- 2004 Spitting Feathers
- 2006 Rev Hammer’s Freeborn John Live (CD und DVD)
- 2010 Down the Alley
- 2017 Skald - with Nick Harper

### Kollaborationen
- 1995 Various Artists: The Disagreement of the People (als Reservoir Frogs)
- 1995 Levellers: Zeitgeist Out-Takes (als Reservoir Frogs)
- 1997 The Levellers & Rev Hammer Are: Drunk in Public
- 1998 The Levellers & Rev Hammer Are: Too Drunk in Public
- 1998 Red Sky Coven Volume 1&2
- 2001 Red Sky Coven Volume 3
- 2001 Ukrainians: Drink to My Horse! (mit Oysterband und Rev als Gast auf einem Stück)
- 2002 The Levellers & Rev Hammer Are: Drunk in Public - The Muddy Road to Invergarry